# 林布族
林布族（尼泊尔语：लिम्बु जाति Limbu，意为弓箭手；林布语：ᤕᤠᤰᤌᤢᤱ Yakthumba/Yakthung），是尼泊爾的一個原住民族，在印度也有分佈，總人口約七十萬。
「林布」是源自尼泊尔语的外來族名，意義為「弓箭手」或「放置弓箭的袋子」。在林布語中，該族人自稱為「亚克通巴人」（Yakthumba）或「亚克通人」（Yakthung）。西藏人稱其為「雄人」（Shong）、「松人」（Xong）或「德伦琼卡」（Drenjongkä）；而锡金人則稱其為「聪人」（Tsong）。

## 分布
林布族居住在尼泊尔东部的潘奇塔尔、伊兰、扎巴、莫朗、丹库塔、提拉坦和萨库瓦萨巴等地区。历史上这一带被稱為林布兰。在不丹，印度的锡金邦与西孟加拉邦大吉嶺也有他们的聚居地。

## 起源和歷史
林布氏族和部落被划分成拉萨氏族群（源自西藏拉萨）和雲南氏族群（来自中国云南）。尼泊爾的克拉底王朝與他們有關，他們經常與拉伊人一起生活，他們曾反抗沙阿王朝，後被征服。

## 語言
林布人的語言林布語屬于漢藏語系的藏緬語族。有古老的文字。

## 经济
林布族的傳統經濟形式是自給農業，以稻米和玉米為主要作物。儘管耕地丰盈，由于技術不足使生產受到很大限制。剩余農產品用以交換本地無法種植的食品。
英印時期，不少青年曾經應征廓尔喀军团，成為家庭收入的穩定來源，使得林布族的教育、衛生狀況得到提升，相較其他部族，生活水平略高。